# Nina Baden-Semper
Nina Baden-Sempre (sinh năm 1945) là một nữ diễn viên người Anh gốc Trinidad, nổi tiếng nhất với vai diễn Barbie Reynolds vào những năm 1970 trong sitcom Love Thy Neighbor sản xuất bởi Thames Television.

## Nghề nghiệp
Sinh ra ở Trinidad, Nina Baden-Semper là một vũ công khi bà lần đầu tiên đến Anh, trước khi tiếp tục hoạt động. Trong sự nghiệp diễn xuất kéo dài hơn 40 năm, Nina Baden-Semper đã xuất hiện trong nhiều tác phẩm phát thanh, truyền hình, phim ảnh và sân khấu và đã lưu diễn trên toàn thế giới trong nhiều vở kịch. Bà đã có nhiều vai diễn trên sân khấu trong các tác phẩm kịch tính từ The Bacchae của Euripides, Le Bourgeois Gentilhomme của Molière và The Blacks của Jean Genet cho đến các phim kinh dị hiện đại như Wait Until Dark và Stepping Out, cũng như các vai hài. Bà đã từng là người dẫn chương trình truyền hình cho các chương trình dành cho trẻ em và cũng như Morning Worship cho BBC, và đã có nhiều lần xuất hiện trên các chương trình đố vui, buổi nói chuyện và hội thảo trên cả nước và quốc tế. Baden-Semper đã thực hiện hai đĩa đơn đã phát hành và một album, và gần đây còn xuất hiện với vai trò là một rapper trong video So Solid Crew. Bà đã xuất hiện chủ yếu ở các vai diễn nhân vật trong phim truyền hình, bao gồm cả trong sự hồi sinh xấu số của Crossroads vào năm 2002. Năm 2006, bà là khách mời đóng vai chính trong Doctor Who cuộc phiêu lưu âm nhạc Memory Lane. Một bộ phim truyền hình đáng chú ý khác sau nhiều năm được giới thiệu trên tạp chí đen của BBC Two giới thiệu The A-Force trong loạt phim có tựa đề Anh chị em, trong đó bà đóng vai góa phụ của Elder Gittens.
Năm 2005, Baden-Semper xuất hiện với tư cách Mary Seacole tại một triển lãm hai trăm năm một lần Mary Seacole tại Bảo tàng Nightingale Florence.

## Giải thưởng và danh dự
Baden-Semper đã nhận được Giải thưởng Truyền hình chung và Nhân vật nữ xuất sắc, đồng thời là chủ để của chương trình ITV This Is Your Life vào ngày 12 tháng 3 năm 1975. Bà cũng được Trinidad & Tobago trao tặng Giải thưởng Scarlet Ibis Ủy ban cao cấp ở London, cho các hoạt động có công.

## Đóng phim
Phim ảnh
- Carry On Up the Jungle (1970) - Cô gái Nosha (chưa được công nhận)
- Kongi's Harvest (1970) - Segi
- The Love Ban (1973) - Cô hầu bàn đường chân trời
- Love Thy Neighbor (1973) - Barbie Reynold
- Rage (1999) - mẹ của Godwin

Truyền hình
- Six Shades of Black (1965) - Fatima
- Redcap (1966) - Y tá
- Public Eye (1966) - Barmaid / Pearl
- The Corridor People (1966) - Pearl
- Intrigue (1966) - Y tá
- Thành phố cầu vồng (1967) - Y tá
- The Saturday Play (1968) - Y tá phường
- Bí ẩn và tưởng tượng (1968) - Ma cà rồng
- Counterstrike (1969) - Bà Sengupta
- Nhà hát Ghế bành (1970) - Annie Steffans
- Callan (1970) - Anna
- Confession (1970) - Cô hầu bàn
- Lấy ba cô gái (1970) - Claire
- Những người thuyết phục! (1970) - Nữ tiếp viên hàng không
- Mẹ thân yêu... Yêu Albert (1970) - Ursula
- Dày như kẻ trộm (1971)
- Tình yêu hàng xóm (1972 Từ1976) - Barbie Reynold
- Ai là ai? (1975) - Panellist
- Machinegunner (1976) - Felicity Rae Ingram
- George và Mildred (1979) - Chị
- Dự luật (1988) - Bà Leigh
- Phường của thiếu nhi (1989) - Jan Stevens
- Little Napoleons (1994) - Earnestina
- Ngã tư (2002) - Rhona Martin
- Đồng hồ của Bernard (2004) - Bami (Lần xuất hiện cuối cùng)

## liên kết ngoài
- Nina Baden-Semper trên IMDb
- Nina Baden-Sempre tại Aveleyman - Diễn viên, Phim và Truyền hình Vidcaps. Lưu trữ ngày 13 tháng 7 năm 2019 tại Wayback Machine